# Pedapudi
Peda-pudi hay Pedda-pudi là một mandal thuộc huyện East Godavari, bang Andhra Pradesh, Ấn Độ.